# 云梦县
云梦县是湖北省孝感市下辖的县。位于湖北省中部偏东，江汉平原东北部，县境北接安陆市，西连应城市，南望汉川市，东邻孝南区。面积604平方公里，为湖北省面积最小的县。常住总人口为42.61万人。1975年12月于云梦县城关睡虎地11号墓出土了睡虎地秦簡，又稱雲夢秦簡，是关于战国晚期至秦朝历史的珍貴史料。2021年3月于云梦县郑家湖墓地274号墓出土的长文木觚，觚文记载谋士筡游说秦王寝兵立义，这段事迹史书文献没有记载，该木觚具有重大历史价值。

## 地名由来
建县时，因汉时在江夏郡西陵县建行宫名“云梦宫”，故以名县。《周礼·职方》云，荆州“其泽薮曰云梦”。《尔雅·释地》云“楚有云梦”。《禹贡》亦有“云梦土作乂”一语。张守节《正义》：“云梦泽，在安州安陆县东南五十里。”。云梦古城在云梦泽滨，故以为名。《太平寰宇记》卷132安州云梦县：“西魏大统十六年（550年）于云梦古城置云梦县，因以为名。”

## 行政区划
云梦县下辖9个镇、3个乡：
城关镇、义堂镇、曾店镇、吴铺镇、伍洛镇、下辛店镇、道桥镇、隔蒲潭镇、胡金店镇、倒店乡、沙河乡、清明河乡和云梦经济开发区。

## 人口
孝感市第七次全国人口普查公报显示：云梦县常住人口为434124人，男性人口占比51.71%，女性人口占比48.29%，年龄结构中0-14岁占比16.34%，15-59岁占比61.67%，60岁以上占比21.99%，65岁以上占比16.05%。

## 交通
- 316国道、 347国道和 福银高速公路过境。
- 汉十城际铁路：云梦东站